# Чёрная жемчужина (корабль)
«Чёрная Жемчужина» (англ. The Black Pearl) — вымышленный флейт из серии фильмов «Пираты Карибского моря». «Чёрная Жемчужина» легко узнаваема по своим чёрным парусам. Длина судна составляет 40 м, а ширина 10 м. Корабль носил название «Распутная Девка» (англ. Wicked Wench) до того, как был потоплен лордом Беккетом. Позже корабль был поднят со дна Дейви Джонсом после заключения договора с капитаном Джеком Воробьем, который дал кораблю новое название. В первом фильме она называется «почти неуловимой». На протяжении трёх фильмов она легко догоняет и уходит от любых кораблей, в том числе от британского судна «Перехватчик» и «Летучего Голландца» (идущего быстрее, чем ветер). Её скорость поддерживается большим количеством парусов. В третьем фильме корабль отмечается, как «единственный корабль, которому „Летучий Голландец“ уступает в быстроходности».

## Предыстория

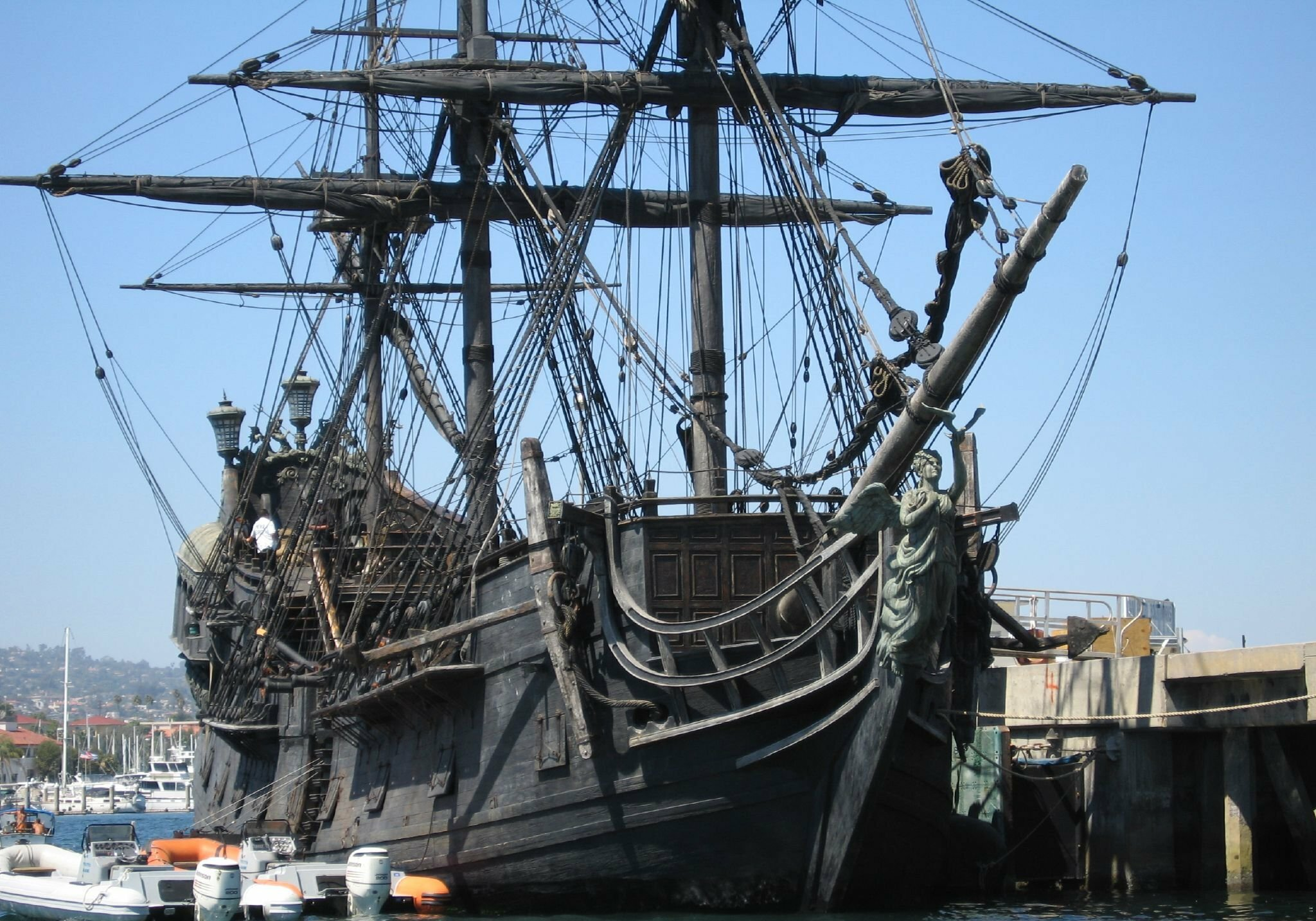
«Чёрная жемчужина» в гавани Сан-Педро, 2006 год

Только один реальный корабль был назван «Черной Жемчужиной». Его капитаном был Генри Морган. Впоследствии судно затонуло. Вымышленная Чёрная Жемчужина сильно отличается от своего прототипа. В оригинале названный «Распутная Девка» (это название присутствует в аттракционе «Пираты Карибского моря» в Диснейленде), корабль принадлежал Ост-Индской компании и лорду Беккету. В то время Джек Воробей работал на Ост-Индскую компанию, и ему предоставили право быть капитаном корабля.
Джек Воробей был капитаном «Распутной Девки» около года, перевозя различные грузы, но отказался перевозить рабов. Так разошлись пути Беккета и Воробья. В отместку Беккет отправляет Джека Воробья на поиски спрятанного сокровища. Воробей дважды пересек море и заявил, что не обнаружил острова. На самом деле, он нашел и остров, и сокровища, но не сказал Беккету, который решил запугать молодого капитана, требуя, чтобы он перевез рабов в Новый Свет. Вначале он согласился, но, осознав, что подводит свой корабль и себя, отпустил рабов и отправил их на тот самый остров. Взбешенный этим, Беккет заключил Джека в тюрьму. Продержав его в тюрьме пару месяцев, Беккет отправил Воробья на стоянку «Распутной Девки», в Калабар, (Бенин), заклеймив его знаком «P» (клеймо, говорящее о том, что его носитель — пират). Позже лорд Катлер Беккет вступил с ним в бой, и потопил корабль. Умирая, Джек заключил с Дейви Джонсом вышеупомянутый договор. Набрав команду на Тортуге, Джек Воробей переименовал судно и стал самым грозным пиратом семи морей.
Три года спустя, во время плавания к острову Исла Де Муэрте (исп. Isla de (la) Muerte — Остров смерти) старший помощник Гектор Барбосса поднял команду на бунт и сверг капитана, оставив его на безымянном острове посреди моря. Из-за ограбления сокровищницы на Исла де Муэрте на команду «Чёрной Жемчужины» легло проклятие, которое повлияло и на сам корабль: в лунном свете паруса корабля стали изодранными, и судно стал окружать жутковатый туман.

## Появления в фильмах

### Проклятие Чёрной Жемчужины

Флаг команды Барбоссы

Проклятие может быть снято только при условии, что будут возвращены все проклятые монеты со следом крови от каждого пирата, укравшего золото. Билл «Прихлоп» Тёрнер, единственный человек, вступившийся за Джека во время бунта, отправил последнюю монету своему сыну, считая, что команда Жемчужины достойна быть проклятой. Обозленные пираты привязали Билла к пушечному ядру и бросили его за борт. Бессмертный Билл Тёрнер оказался на дне океана, испытывая муки от давления воды, и даже не имея возможности умереть. Дейви Джонс нашёл его и предложил пойти на службу на «Летучий Голландец». Только потом пираты узнали, что для снятия проклятия требуется кровь каждого из пиратов, участвовавших в грабеже Исла-де-Муэрте, в том числе и кровь «Прихлопа». Соответственно, они по сути сами обрекли себя на муки. В течение следующих десяти лет «Жемчужина» терроризировала Карибское море, так как пираты искали украденные монеты. Ещё мальчиком Уильям Тёрнер-младший взял с собой монету в путешествие в Карибское море. Впоследствии Элизабет Суонн взяла у него монету и оставила у себя. Случайно упав в океан с надетой на шею в качестве кулона монетой, Элизабет нечаянно послала проклятым пиратам сигнал о том, где находится последняя из украденных на Исла де Муэрте монет, и этой же ночью «Чёрная Жемчужина» атакует Порт-Ройал. Пираты сначала подвергают город артобстрелу, затем штурмуют его. В то же время во дворец губернатора, где укрывается Элизабет с монетой на шее, высылается группа пиратов. Они гонятся за Элизабет, чувствуя присутствие проклятого золота. Чтобы спасти родной город от уничтожения, Элизабет сдаётся в плен и требует проведения переговоров согласно пиратскому Кодексу. Её переправляют на «Чёрную Жемчужину». К этому моменту Элизабет догадывается, что пиратам нужна золотая монета, которую она использует в качестве кулона. Элизабет требует оставить Порт-Ройал в покое, угрожая в противном случае выбросить монету в море. Кроме того, Элизабет представляется прислугой в доме губернатора и называет своей фамилией фамилию Тёрнер. Пираты, думая, что Элизабет — дочь «Прихлопа», и единственный источник его крови, а также воспользовавшись тем, что Элизабет в запале позабыла выдвинуть условие своего возвращения на берег, берут её в плен и везут на Исла де Муэрте.
Для освобождения своей любимой настоящий сын Билла «Прихлопа» Тёрнера — Уилл Тёрнер, работающий помощником городского кузнеца, освобождает из тюрьмы Порт-Ройала бывшего капитана «Чёрной Жемчужины» Джека Воробья, и они угоняют «Перехватчик» — по-видимому, третий по скорости корабль на Карибах после «Чёрной Жемчужины» и «Летучего Голландца». На Тортуге они набирают команду и идут к Исла де Муэрте.
В конце концов «Чёрная Жемчужина» вернулась к Джеку Воробью с новой, набранной на Тортуге, командой. Пока пираты сражались с королевскими солдатами на Исла Де Муэрте, команда удрала вместе с «Жемчужиной», а капитан Джек Воробей опять попал в руки англичан. Суд приговаривает его к повешению, но Уилл Тёрнер его спасает, а когда Джек прыгает в море, его подбирает «Чёрная Жемчужина».

### «Сундук Мертвеца»
Жемчужина все ещё принадлежит капитану Джеку Воробью, хотя команда недовольна им: они огорчены из-за шторма из-за того, что давно не захватывали крупную добычу. Дейви Джонс отправляет «Прихлопа» Билла, чтобы напомнить Воробью об истечении срока их договора: если Джек не поступит на службу Дейви Джонсу на 100 лет, то навеки станет моряком на «Летучем Голландце». Джек отмечен чёрной меткой, и Кракен по ней должен найти его и отправить в Тайник Дейви Джонса.
Джек плывет к ближайшему острову, на котором живут людоеды (пелегосты). Джек и выжившая часть команды спасаются от людоедов и отправляются к Тиа Дальме за советом. Когда Джек отправляет Уилла на борт Летучего Голландца, Жемчужина на короткое время переходит в управление к команде Дейви Джонса. Джек заключает с Джонсом договор: 100 душ за три дня. Команда отправляется на Тортугу за недостающими 99 душами (Уилл отдан Джонсу в задаток).
На Тортуге Джек встречает Элизабет и бывшего командора Норрингтона и отправляется на остров Исла Крусес, где зарыт сундук мертвеца. После кражи Джеком сердца Дейви Джонса, Чёрная Жемчужина атакуется Кракеном и успешно отгоняет его взрывом пороховых бочек, но корабль получает большие повреждения, и многие из команды погибают. Когда выясняется, что Кракену нужен Джек, а не корабль, Элизабет целует Джека и (во время поцелуя) приковывает его к мачте и покидает корабль. Кракен проглатывает целиком корабль с Джеком и утаскивает его в Тайник Дейви Джонса.

### «На краю света»
Уилл, Элизабет и выжившая часть команды клянутся вызволить Джека из Тайника Дейви Джонса. После обретения навигационных карт, которые приведут их на край света, они отправляются в путь. Прибыв в Тайник Дейви Джонса, они находят Джека с «Жемчужиной». Он использует подсказку из карты (Верх внизу), чтобы вернуть корабль в реальный мир. По возвращении корабль, очевидно, был отремонтирован, так как впоследствии предстает совершенно целым (хотя существует вырезанная сцена, в которой Барбосса спрашивает Джека, почему в каюте капитана отсутствуют окна, на что получает ответ «для проветривания»; в этой сцене видно, что окна вместе с рамами выбиты — от обстрела скорострельными пушками «Голландца» в предыдущем фильме).
После восстановления «Жемчужины», её хотят получить сразу несколько персонажей: Джек Воробей (поскольку это его корабль), Барбосса (поскольку это был его корабль), Сяо Фэнь (поскольку он хочет получить новый корабль), Уилл (поскольку он надеется освободить отца) и Беккет (который хочет заполучить единственный корабль, превосходящий в скорости «Летучего Голландца»). «Жемчужина» отправляется на Совет Братства и становится флагманом Пиратской Армады, управляемой Королём пиратов Элизабет и Джеком Воробьем (настоящим капитаном «Жемчужины»).
«Жемчужина» вступает в бой с «Голландцем» во время битвы пиратов с армадой Катлера Беккета. Суда идут борт о борт, и оба сильно повреждены от пушек противника. Во время битвы мачты кораблей спутываются. Поскольку оба судна движутся по кругу ко дну водоворота, Голландец начинает погружаться. Барбосса приказывает стрелять по спутанным мачтам, и «Жемчужина» отсоединяется, пока «Голландец» тонет. «Жемчужина» выходит из водоворота, все ещё на плаву, но с заметными повреждениями. Флагманский корабль Беккета приближается к «Жемчужине», и очевидно, что она не сможет отразить атаки. Тем не менее, в той же степени поврежденный Голландец всплывает с новым капитаном — Уиллом Тёрнером. «Жемчужина» и «Голландец» проходят по обе стороны от корабля Беккета и уничтожают его и убивают Беккета. Армада остается без руководителя и не способна больше сражаться.
В конце фильма Джек снова лишается своего корабля, и Барбосса опять становится капитаном. К Барбоссе не перешел только мистер Гиббс, поскольку был на Тортуге. Джек, вместе с картой, на маленькой лодке, отправляется на поиски Источника Молодости.

### «На странных берегах»
После отплытия с Тортуги «Жемчужину» атакует корабль «Месть Королевы Анны», капитан которого — Черная Борода, он же Эдвард Тич. Используя магию вуду, Тич оживляет Жемчужину и использует её против Барбоссы и его команды. Барбосса отрубил себе ногу, которую схватил оживший канат, тем самым смог сбежать. После смерти Чёрной Бороды Джек, на пару с Гиббсом, забирает «Жемчужину» и все захваченные Чёрной Бородой корабли. Барбосса оставляет королевскую службу и захватывает «Месть Королевы Анны».

### «Мертвецы не рассказывают сказки»
В пятой части «Жемчужина» всё ещё находится в бутылке, а Джек теперь плавает на «Умирающей чайке». В середине фильма Барбосса находит Джека и с помощью магии меча Чёрной Бороды разбивает бутылку и возвращает «Жемчужине» прежний размер вместе с мартышкой Гектора. На ней герои отплывают на поиски Трезубца Посейдона. Они находят его в морской расщелине и уничтожают для снятия всех проклятий. После этого команда сбрасывает с «Жемчужины» якорь, чтобы поднять Джека, Генри Тёрнера и Карину Смит. Барбосса убивает капитана Армандо Салазара, но при этом погибает сам. Генри и Карина остаются на берегу, а Джек снова становится капитаном «Чёрной Жемчужины» и отправляется в новое плавание. Также в воспоминаниях Салазара показывается старый вид Жемчужины, когда она ещё носила имя «Распутная Девка».

## Вооружение
«Черная Жемчужина» умеренно вооружена. Она несёт тридцать две 12-фунтовые пушки: 18 на пушечной палубе и 14 на верхней палубе. Бортовой залп содержит 16 пушечных ядер общим весом 192 фунта. На «Жемчужине» нет носовых или кормовых орудий, что очень необычно для пиратского судна. «Жемчужина» не может стрелять по кораблю, если он находится впереди или сзади. Высокая скорость корабля отчасти компенсирует это. Преимущество «Чёрной Жемчужины» в том, что корабль может быть совершенно незаметен ночью из-за чёрных парусов и корпуса, если потушить все огни. В первой части, благодаря этому, «Жемчужина» незамеченной входит в Порт-Ройал. Также, чтобы корабль маневрировал на мелководье, на нижней палубе по указанию Барбоссы была создана система вёсел. Это придаёт кораблю сходство с галеасами и галерами.

## Съемки
В первом фильме «Чёрная Жемчужина» была стальной баржей, обшитой деревянными досками, чтобы создать вид настоящего корабля. Для второго и третьего фильма корабль был построен в Алабаме на основе корабля HMS Sunset. Другая версия была создана для съемок битвы в водовороте с использованием карданова подвеса. В 2010 HMS Sunset был реконструирован, чтобы «сыграть» «Месть Королевы Анны» в четвёртой части.